# Gordon Davies
Gordon John Davies (né le 3 août 1955 à Merthyr Tydfil au Pays de Galles) est un footballeur international gallois qui évoluait au poste d'attaquant.

## Biographie

### Carrière en club
Gordon Davies joue au Pays de Galles et en Angleterre. Il évolue principalement avec les clubs de Merthyr Tydfil, Fulham, Chelsea, et Manchester City.
Il joue 44 matchs en première division anglaise avec les équipes de Chelsea et Manchester City, inscrivant 15 buts. Il inscrit 24 buts en troisième division anglaise avec Fulham lors de la saison 1981-1982, ce qui constitue sa meilleure performance en Angleterre.

### Carrière en sélection
Gordon Davies reçoit 16 sélections en équipe du pays de Galles entre 1979 et 1986, inscrivant deux buts.
Il joue son premier match en équipe nationale le 21 novembre 1979, contre la Turquie. Ce match perdu 1-0 à Izmir rentre dans le cadre des éliminatoires de l'Euro 1980. Il inscrit son premier but le 31 mai 1983, contre l'Irlande du Nord (victoire 0-1 à Belfast).
Il marque un second but le 25 février 1986, contre l'Arabie saoudite (victoire 1-2 à Al Khobar). Il reçoit sa dernière sélection le 26 mars 1986, contre l'Irlande (victoire 0-1 à Dublin).

## Palmarès
Fulham
- Championnat d'Angleterre D3 :
  - Meilleur buteur : 1981-82 (24 buts).